# رقصوك (ألبوم)
رقصوك هو ألبوم الإستديو الثالث لفرقة الروك البديل اللبنانية مشروع ليلى وصدر عام 2013 ويضم الألبوم على 11 أغنية.

## خلفية
طرحت الفرقة ألبومها «رقصوك» في وسط أحداث مشحونة بمصر وسوريا ولبنان، وقد طرحت الأغنية العاشرة في الأسطوانة «ونعيد ونعيد ونعيد» التي بدت كاستعادة جديدة للعنة سيزيف الأبدية، وجاءت متّسقةً مع هذه الظروف المحيطة، الأغنية التي تحكي عن جماعة غير واضحة المعالم، ملعونة بلعنة المجابهة المستمرّة في محيط محكوم بجنون لا يكاد ينتهي حتى يبدأ من جديد.
يغلب على الألبوم موضوعيّ «الانكسار» و«التسليم». هاذان الموضوعان يُعبَّر عنهما بصياغات عدة: كمواضيع العلاقات العاطفيّة (الحب ذلّ)، الموت، والعلاقة مع السلطة الجماعية المجهّلة (هم). ويبدو أن الموضوع يتعدّى الطيران الظاهري في توضيب الأسطوانة ومتعة الرقص إلى أفكار من نوع السيطرة على الوعي، والاستسلام أو التمرّد بالرّقص، وصولًا إلى تدمير الذات أو خيار القفز من الطائرة التي يبدو أن مصيرها المحتّم هو السقوط.

## تمويل جماهيري
اعتمدت الفرقة على تمويل جماهيري، حيث طلبت دعما من جمهورهاعلى الإنترنت لتحقيق أكبر إصدار موسيقي مستقل في العالم العربي عن طريق موقع «ذومال»، لتكون بذلك «أنجح فرقة إندي في الشرق الأوسط».
’’كلّما جمعنا المزيد من المال، كلّما زرنا مدناً أكثر وطوّرنا كليباتنا ونشرنا المزيد والمزيد من الموسيقى. ولكن بما أنه ما من مال ولا من دعم في الشرق الأوسط للفنانيين «الضالّين الشاردين عن القطيع» أو الموسيقيين الذين لم يخوضوا غمار التنفيخ والتكبير والسيليكون والبوتوكس، نطلب منكم أنتم المساعدة في تمويل ألبومنا الثالث.‘‘
- جزء من خطاب حملة مشروع ليلى على ذومال

## إنتقادات
حقق الألبوم نجاحًا كما ألبومي الفرقة السابقين: مشروع ليلى، والحل رومانسي. بعد 5 سنوات من إصدار الألبوم الأول توقع نقاد أن يتطور مستوى مشروع ليلى الموسيقي غير إنه بقي على حاله كما يرى منتقدي الفرقة، كلمات الأغاني هي السبب الأول للإنتقادات السلبية عن الفرقة فهي «ركيكة» وتلفظ بطريقة أجنبية مع أنها عربية.

## الأغاني
جميع الأغاني من تأليف مشروع ليلى. 
| 1.  | "برولوج (مع. إريك تروفاز)" (مقطع موسيقي) | 1:20 |
| 2.  | "عبدو"                                   | 3:17 |
| 3.  | "على بابو"                               | 4:36 |
| 4.  | "تاكسي"                                  | 2:44 |
| 5.  | "اسكندر معلوف"                           | 4:01 |
| 6.  | "للوطن"                                  | 3:36 |
| 7.  | "بشوف"                                   | 4:33 |
| 8.  | "ما تتركني هيك"                          | 2:26 |
| 9.  | "رقصوك"                                  | 4:02 |
| 10. | "ونعيد"                                  | 5:06 |
| 11. | "بحر"                                    | 3:27 |

## التصميم
يحمل تغليف الألبوم فكرة رئيسية ترتكز على السفر الجوي. ويظهر الغلاف رجلاً ينفخ سترة نجاة، فيما داخل الأسطوانة يصوِّر الفرقة وهي تجلس داخل طائرة، مع ما يشبه أحزمة الأمان. وأخيراً، تجد الكلمات وتفاصيل العمل مطوية مع رسوم على شكل تعليمات السلامة الجوية، وراقصة شرقية تضع سترة نجاة، وتستعرض مهاراتها. تصميم الألبوم أجراه حامد سنو بنفسه، وكان اهتمام الفرقة بتصميم الألبوم عالٍ كونه جانب أساسي في مسعاهم بـ«إحتلال البوب العربي».